# Virus Usutu
El Virus Usutu (USUV) es un Arbovirus transmitido por mosquitos, del género Flavivirus, de la Familia Flaviviridae , grupo IV.
El virus Usutu (USUV) identificado por primera vez en Sudáfrica en 1959, es un arbovirus zoonótico emergente de interés debido a su patogenicidad para los humanos y su similitud en la ecología con otros arbovirus emergentes como el virus del Nilo Occidental. USUV es un flavivirus perteneciente al complejo de encefalitis japonesa.
Se ha informado sobre USUV en varios países africanos, incluidos Senegal, República Centroafricana, Nigeria, Uganda, Burkina Faso, Costa de Marfil y Marruecos. Solo dos casos humanos han sido identificados en África, en 1981 y 2004, con un caso benigno y otro severo descrito. El virus fue identificado por primera vez fuera de África en 2001 en Austria, donde causó una mortalidad significativa entre los mirlos del Viejo Mundo en Viena.  El primer caso humano fuera de África se informó en Italia en 2009, donde un paciente inmunocomprometido se infectó, causando encefalitis.
El rango de hospedaje de USUV incluye principalmente mosquitos Culex, aves y humanos. Una encuesta 2008-2009 de mosquitos y aves en Emilia-Romagna detectó USUV en 89 piscinas Culex pipiens y en 2 piscinas Aedes albopictus. Doce aves silvestres, principalmente urracas europeas (Pica pica), cuervos encapuchados (Corvus cornix) y arrendajos eurasiáticos (Garrulus glandarius), se determinó que eran USUV-positivos.  La detección de USUV en especies de mosquitos confirma el papel de Culex pipiens como vector principal y la posible participación de Aedes albopictus en el ciclo del virus.